# Теоден
Крал Теоден (на английски: Theoden) е литературен герой от цикъла „Властелинът на пръстените“ на английския писател Джон Роналд Руел Толкин. Теоден е седемнайсетият крал на Рохан, и последен владетел от втората кралска линия на Рохан.
 Внимание:  Текстът по-долу разкрива сюжета на произведението (или части от него)!

## История
Теоден е най-възрастният син на крал Тенгел, и става крал на Рохан след смъртта на своя баща през 2980 г. от Третата епоха на Средната земя. Освен западняшкия език и роханския говор, Теоден говори и синдарин. Ранните си години прекарва в Гондор.
Теоден живее заедно със сестра си Теодвин в Едорас, а след като сестра му и нейният съпруг умират, той отглежда двете им деца Еомер и Еовин като свои, наравно със сина си Теодред, чиято майка умира при раждането му.
По време на Войната на Пръстена Теоден вече е управлявал в продължение на почти 30 години и е остарял и уморен. Той бива лъган и заблуждаван от своя пръв съветник Грима (наричан от по-голямата част от населението на Рохан Змийския език), който тайно е използван от Саруман Белия. През времето, през което Грима е пръв съветник на Теоден той трови и съсипва своя господар.
В последните години преди Войната на Пръстена Теоден напълно изпуска властта над Рохан от ръцете си. По този начин Грима получава голяма власт и влияние в кралството. Рохан има големи трудности, поради орките и другите слуги на Саруман, които нападат и опожаряват селата. Орките, които атакуват Рохан са под властта на Саруман, който ги управлява от Исенгард.
Когато синът на Теоден Теодред бива убит в битка срещу орките, наследник на трона на Рохан става племенникът на Теоден – Еомер. Еомер не е благоразположен към Грима, поради което бива арестуван и прогонен от пределите на кралството по заповед на Грима.
Когато Гандалф Белия и Арагорн се изправят пред него, Теоден веднага отхвърля съвета на Гандалф да събере войниците и да атакува Саруман. След като Гандалф го излекува и прогонва Грима, той възвръща силата и волята си и повежда своите хора към крепостта в Шлемово усое. В битката при Шлемово усое той и Гандалф взимат водещо и основно участие.
Получил сигнал за помощ от Гондор, Теоден отвежда рохиримите в негова подкрепа, и се включва в битката за защита на Минас Тирит. В битката той предизвиква водача на Назгулите на двубой и умира, след като неговия кон пада върху него, подплашен от звяра, който Назгулът язди. Теоден веднага бива отмъстен от своята племенница Еовин и хобитът Мериадок Брандибък, които тайно са се присъединили към армията му, въпреки забраната на Теоден.